# الجنة الزرقاء
الجنة الزرقاء (باليابانية: ブルーヘヴン، بالروماجي: Burūhevun) (بالإنجليزية: Blue heaven)‏ هي سلسلة مانغا يابانية من تأليف تسوتومو تاكاهاشي، صدرت المانغا في عام 2002 حتى عام 2003 في مجلة يونغ جمب الأسبوعية، وتكونت من 3 مجلدات.

## القصة
أبحرت السفينة السياحية الجنة الزرقاء، باضوائها واحتفالاتها التي تجعلها أشبة بمدينة عائمة وعلى متنها مايزيد عن الألف راكب من مختلف البلدان والطبقات للاستمتاع بوقتهم، لتلتقي وفي وسط المحيط قارب صيد بحاجة للمساعدة.

## وصلات خارجية
- الجنة الزرقاء على موقع ANN manga (الإنجليزية)
- موقع تسوتومو تاكاهاشي الرسمي